# Distrito electoral 2 (condado de Hamilton, Nebraska)
El distrito electoral 2 (en inglés: Precinct 2) es un distrito electoral ubicado en el condado de Hamilton en el estado estadounidense de Nebraska. En el Censo de 2010 tenía una población de 778 habitantes y una densidad poblacional de 2,94 personas por km².

## Geografía
El distrito electoral 2 se encuentra ubicado en las coordenadas 40°45′45″N 98°9′35″O / 40.76250, -98.15972. Según la Oficina del Censo de los Estados Unidos, el distrito electoral 2 tiene una superficie total de 264.36 km², de la cual 263.8 km² corresponden a tierra firme y (0.21%) 0.56 km² es agua.

## Demografía
Según el censo de 2010, había 778 personas residiendo en el distrito electoral 2. La densidad de población era de 2,94 hab./km². De los 778 habitantes, el distrito electoral 2 estaba compuesto por el 97.94% blancos, el 0.26% eran afroamericanos, el 0.26% eran amerindios, el 0.13% eran isleños del Pacífico, el 0.26% eran de otras razas y el 1.16% pertenecían a dos o más razas. Del total de la población el 1.29% eran hispanos o latinos de cualquier raza.